# Фуџиока (Точиги)
Фуџиока (јап. 藤岡町) Fujioka-machi је варош у Јапану у области Шимоцуга, префектура Точиги.
По попису из 2003. године, варош је имала 18.472 становника и густину насељености од 305.57 становника по км². Укупна површина је 60,45 км².
Дана 29. марта 2010. године варош Фуџиока, заједно са варошима Цуга и Охира (сви из области Шимоцуга), су се спојили у проширени град Точиги.
36° 16′ N 139° 39′ E / 36.267° С; 139.650° И